# 奥东河畔图尔奈
奥东河畔图尔奈（法語：Tournay-sur-Odon，法語發音：[tuʁnɛ syʁ ɔdɔ̃] ⓘ）是法国卡尔瓦多斯省的一个旧市镇，原属于卡昂区。2017年，奥东河畔图尔奈与临近的2个市镇合并为新市镇瓦勒达里并改属维尔区。

## 地理
奥东河畔图尔奈（49°5'28"N, 0°35'16"W）面积6.93 平方千米，位于法国诺曼底大区卡爾瓦多斯省，该省份为法国西北部沿海省份，北濒大西洋英吉利海峡，东北与滨海塞纳省以海上边界相接，东临厄尔省，南至奧恩省，西与芒什省接壤。
与奥东河畔图尔奈接壤的市镇（或旧市镇、城区）包括：奥东河畔埃皮奈、阿容河畔朗德、勒洛舍尔、努瓦耶博卡日、奥东河畔帕尔富吕、瓦科涅-讷伊、努瓦耶-米西。
奥东河畔图尔奈的时区为UTC+01:00、UTC+02:00（夏令时）。

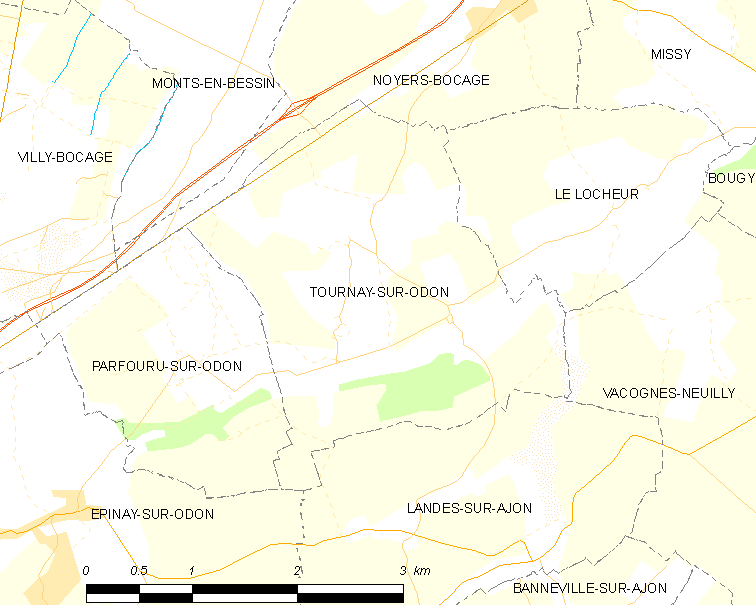
奥东河畔图尔奈的OSM定位图

## 行政
奥东河畔图尔奈的邮政编码为14310，INSEE市镇编码为14702。

## 政治
奥东河畔图尔奈所属的省级选区为莱蒙多奈县。

## 人口

1962-2008年间奥东河畔图尔奈人口变化图示

奥东河畔图尔奈于2018年1月1日时的人口数量为332人。